# Hydrografie van Vlaanderen
De hydrografie van Vlaanderen is de waterkaart van Vlaanderen. Hydrografie is de wetenschap die zich bezighoudt met het beschrijven van het water, de waterkwaliteit en de waterbodem. Daarnaast houdt deze wetenschapstak zich bezig met het meten van de waterstanden, de samenstelling van het water en de zeebodem, het getij, de golfslag en de stroming.

## Stroomgebieden

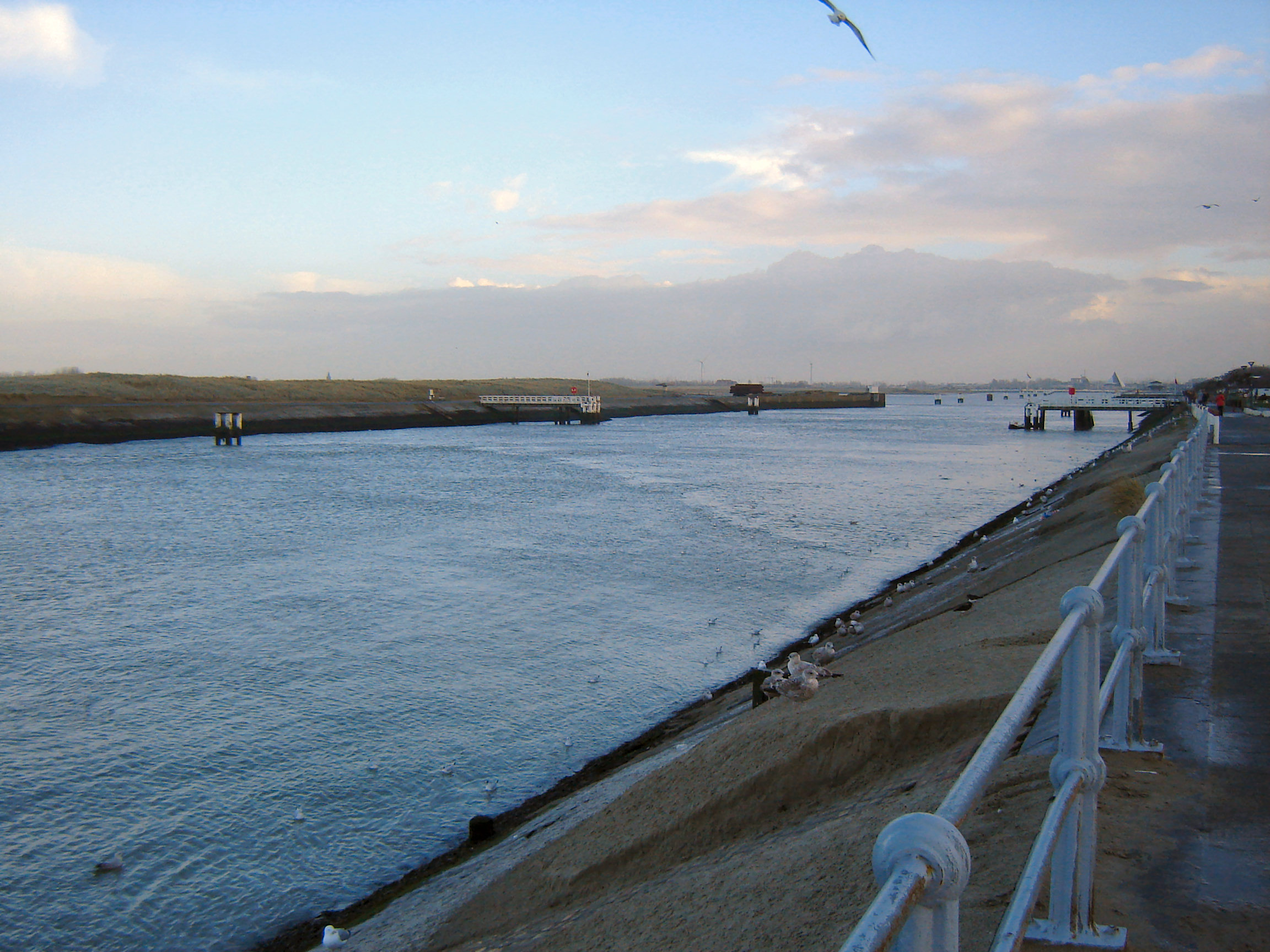
Vaargeul van de IJzermonding in Nieuwpoort

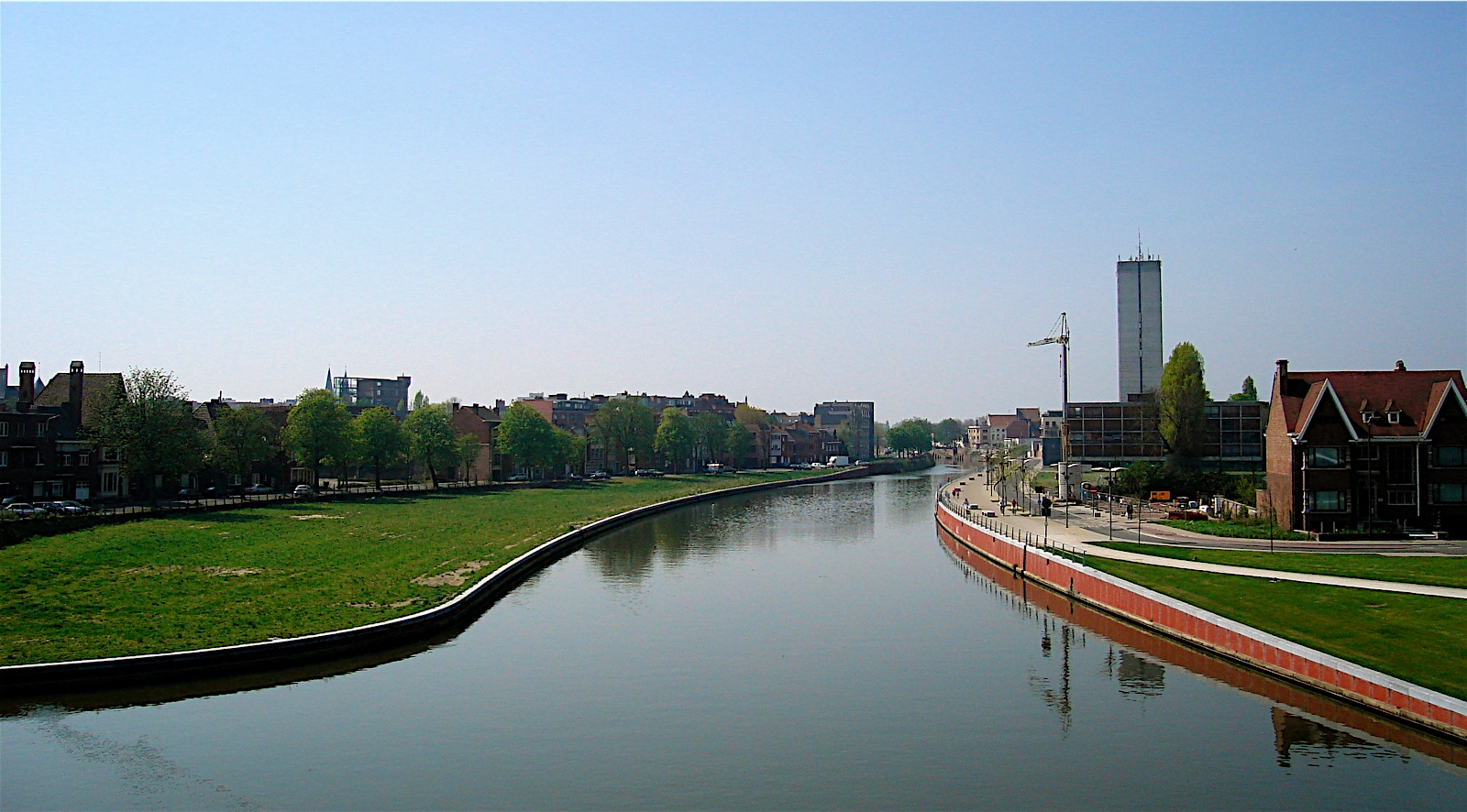
De Leie nabij het Budabeachpark in Kortrijk

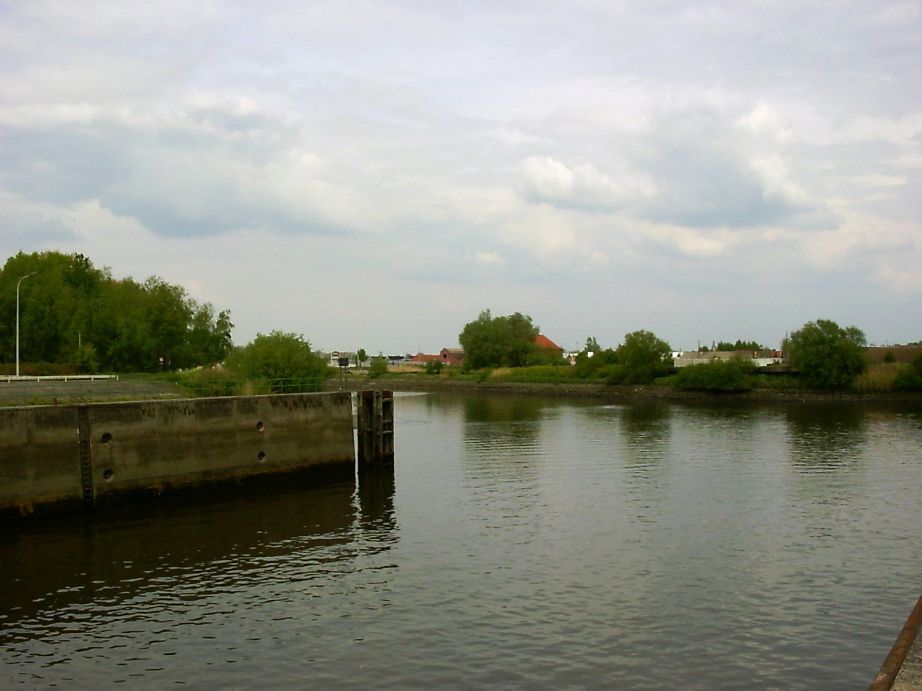
De Dender (voorgrond) vloeit in de Schelde (6 mei 2004)

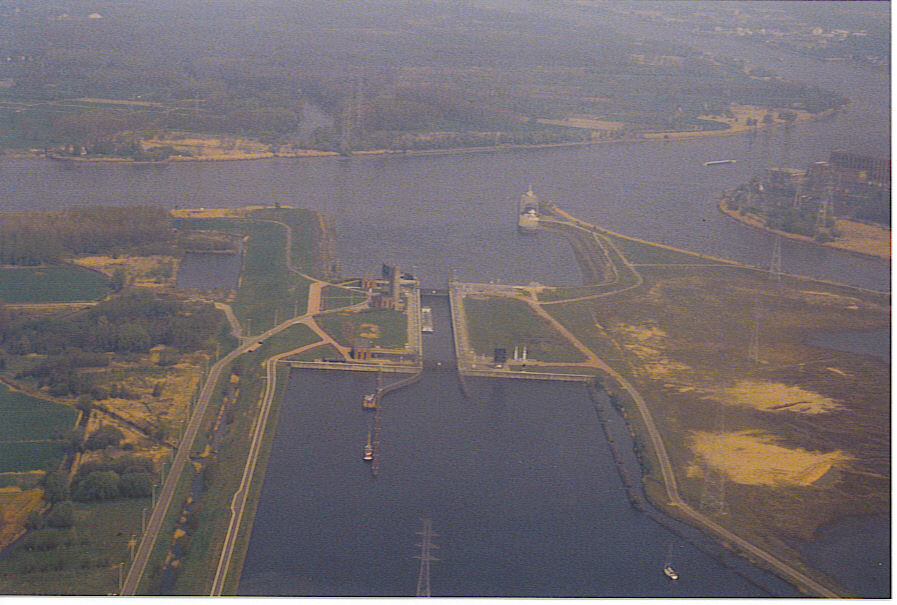
Monding van de Rupel en Zeekanaal Brussel-Schelde te Wintam

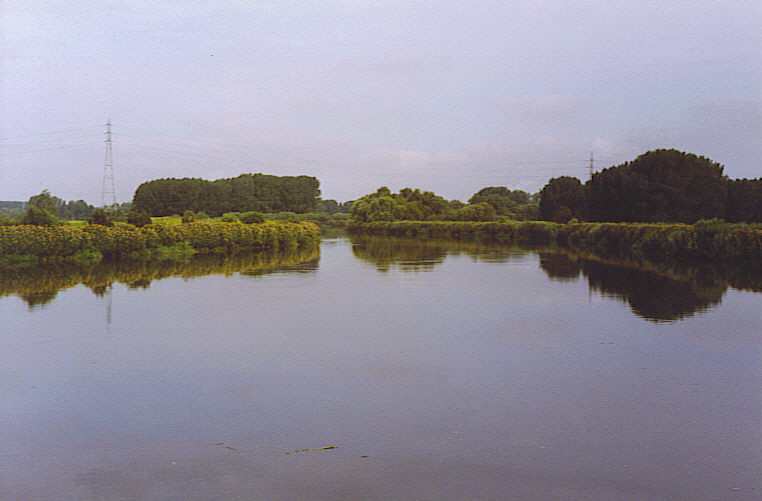
Dijle bij Zennegat bij Mechelen

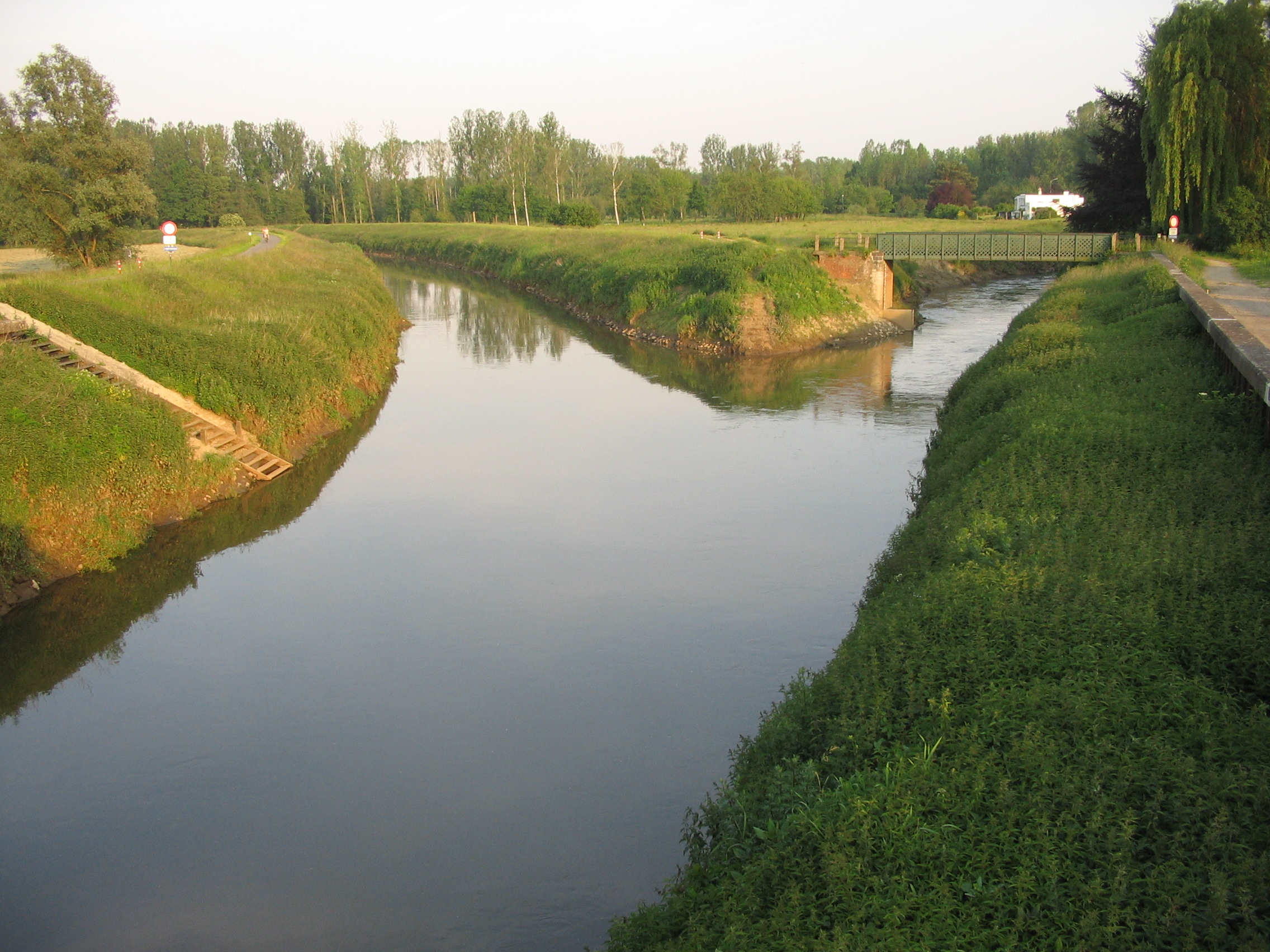
De monding van de Demer (links) in de Dijle (rechts) te Werchter

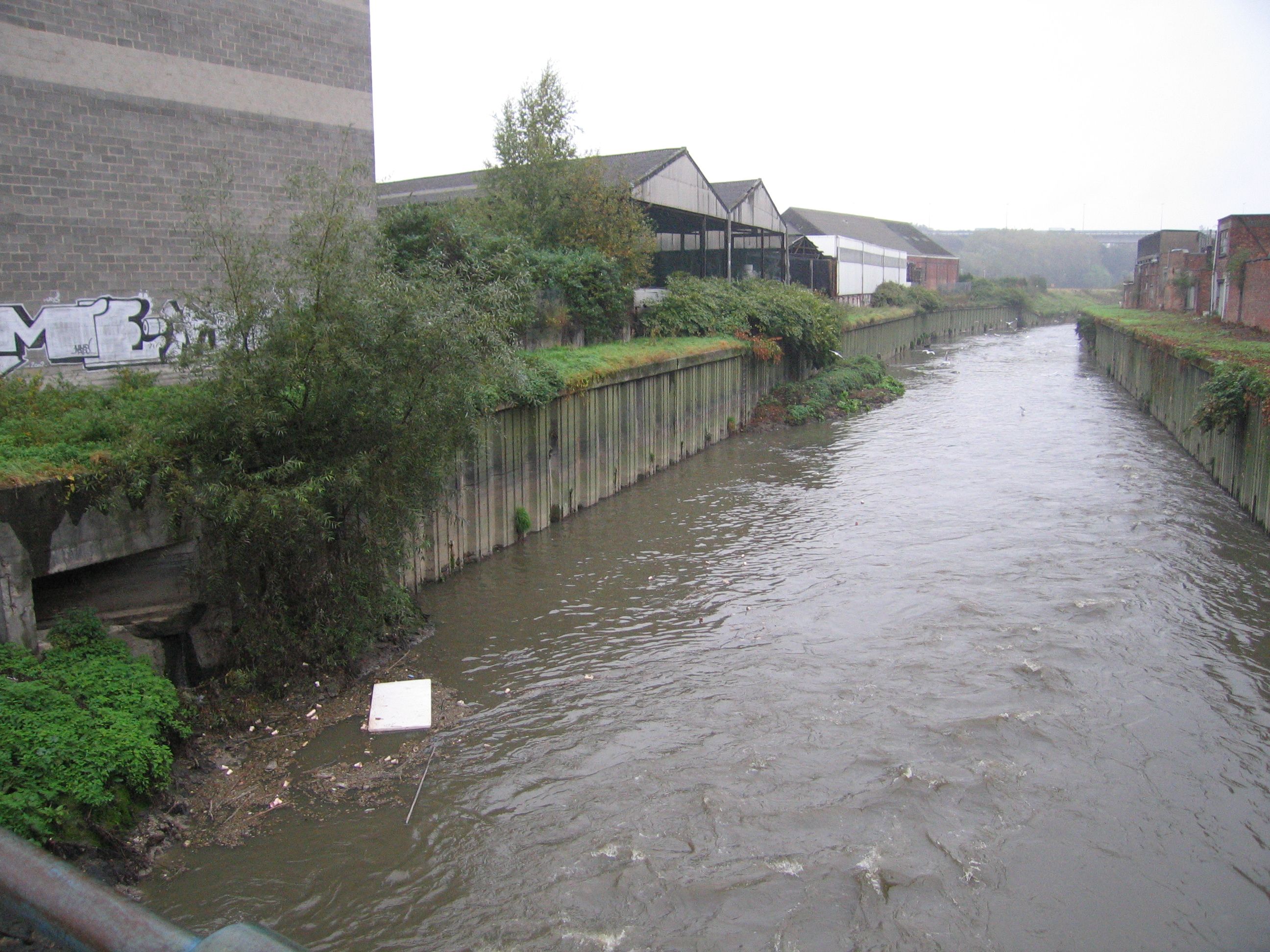
De vervuilde Zenne ter hoogte van Haren-Buda

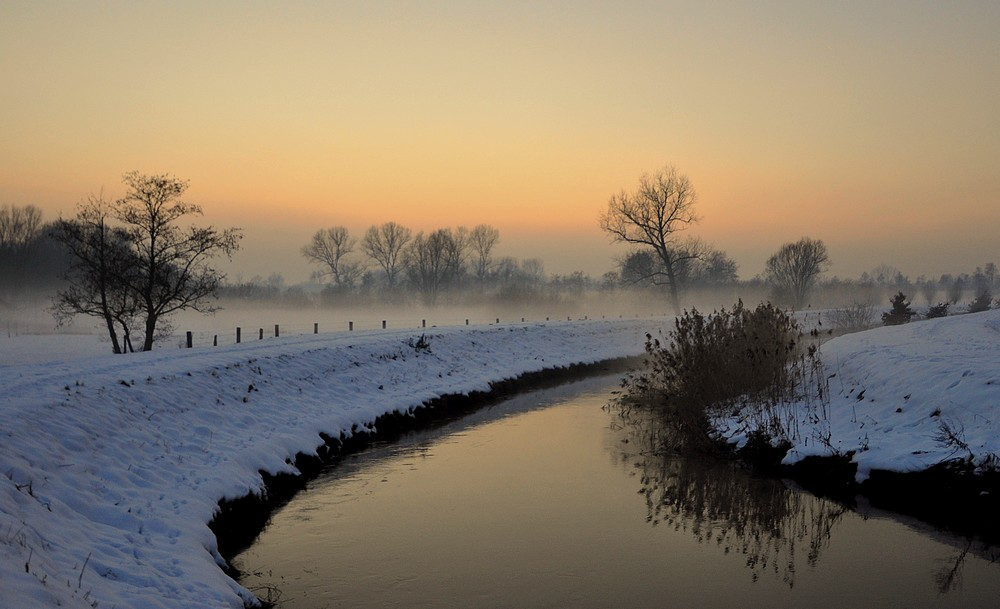
Grote Nete bij het Zammelsbroek

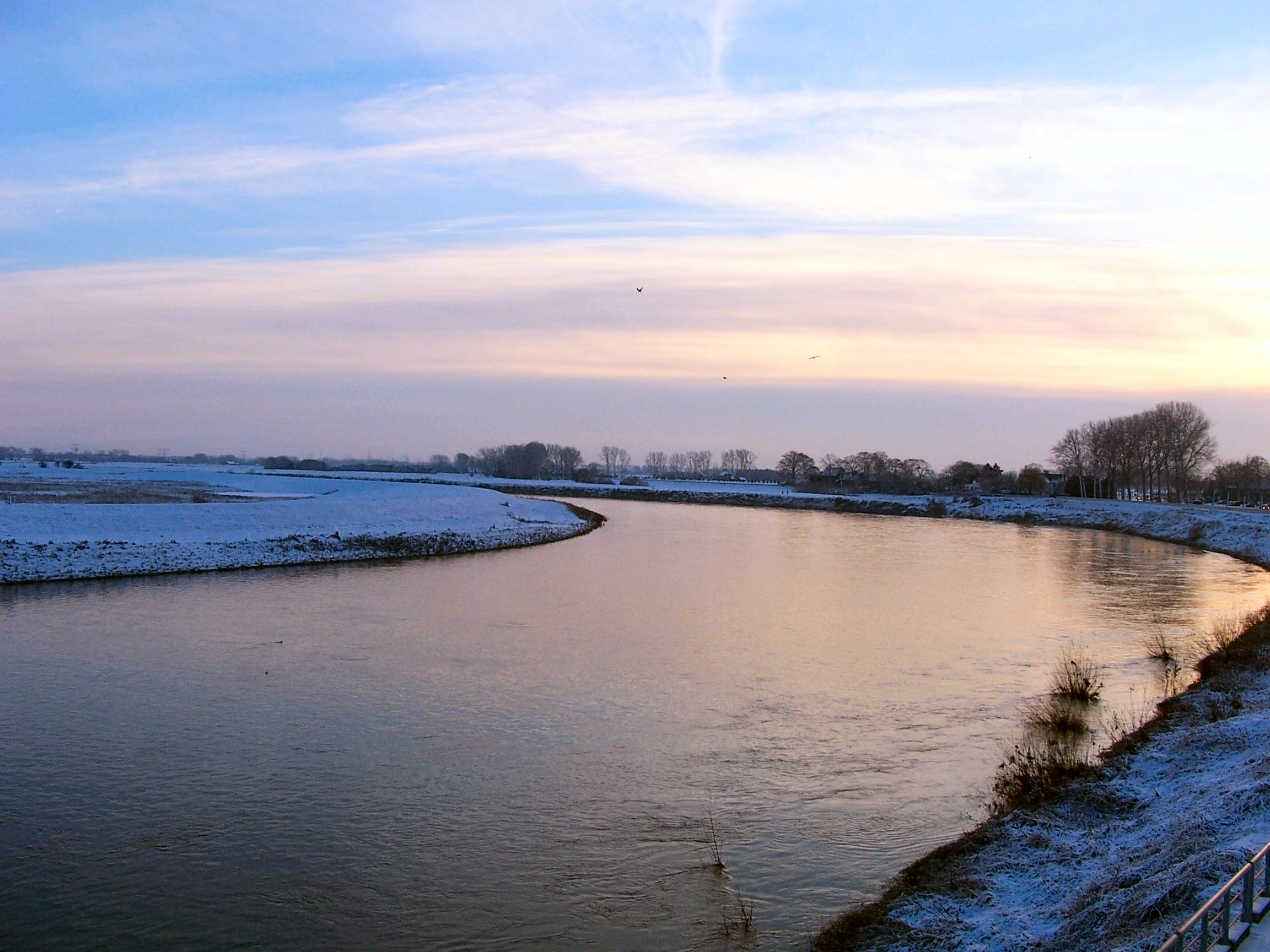
De Maas nabij Maaseik

Vlaanderen telt drie stroomgebieden:

### Het stroomgebied van de Schelde
Het stroomgebied van de Schelde beslaat 9537 km² van het Vlaamse en Brusselse grondgebied. De belangrijkste rivieren zijn:
- De Schelde komt Vlaanderen binnen nabij Spiere-Helkijn om vervolgens doorheen bijna gans Vlaanderen en Brabant te meanderen. Aan haar oevers liggen onder andere op Vlaams grondgebied de plaatsen Wortegem-Petegem, Oudenaarde, Ename, Schelderode, Zevergem en Gent. Hier wordt de Schelde afgeleid in de Ringvaart, waar ook de Leie in uitmondt. De Schelde verlaat Gent richting Melle en stroomt vervolgens langs onder andere Overschelde, Wetteren, Schellebelle en Dendermonde alwaar de Dender in haar uitmondt. Ze vervolgt haar pad langs onder andere Moerzeke en Baasrode. Vanaf hier vormt de rivier de grens tussen de provincies Antwerpen en Oost-Vlaanderen. Aan Oost-Vlaamse zijde liggen onder andere de plaatsen Hamme en Tielrode alwaar nabij de gemeentegrens met Temse de Durme de Schelde vervoegt. De rivier vervolgt haar weg langs Steendorp en Rupelmonde. Aldaar vindt aan de overzijde van de oever (in de provincie Antwerpen) de monding van de Rupel plaats. Ten slotte liggen ook nog de dorpen Bazel en Kruibeke verder stroomafwaarts aan de oevers van de Schelde.
  - Leie (Gent)
    - Mandel (Wielsbeke)
    - Heulebeek (Kuurne)
    - Gaverbeek (Kortrijk)

  - Dender (Dendermonde)
    - Mark (Lessen-Twee-Akren)
    - Ruisseau d'Ancre (Lessen)
    - Zulle (Aat)
    - Oostelijke Dender (Aat)
    - Westelijke Dender (Aat)

  - Molenbeek (Zottegem, Sint-Lievens-Houtem, Herzele, Erpe-Mere, Lede en Wichelen)
  - Durme (Temse)
  - De Rupel ontstaat in Rumst, daar waar de Nete en de Dijle samenvloeien. Te Schelle mondt deze uit in de Schelde.
    - De Dijle verlaat Wallonië te Florival. Vervolgens stroomt ze langs onder andere Ottenburg en Oud-Heverlee naar Leuven. In deze stad draagt ze ±40 % van haar water af aan de Leuvense vaart. Hier op volgend stroomt ze via onder andere Rotselaar naar Werchter alwaar ze het water van de Demer ontvangt. Vervolgens stroomt ze richting Mechelen, alwaar ze gesplitst wordt tot de Binnen Dijle en de Buiten Dijle.
      - De Demer ontspringt te Ketsingen, een deelgemeente in het oosten van Tongeren. De rivier stroomt vervolgens naar het noorden en buigt te Bilzen af naar het westen. Ze vervolgt haar weg via onder andere Hasselt, Lummen, Diest, Zichem en Aarschot om nabij Werchter in de Dijle te vloeien.
        - De Grote Gete komt Vlaanderen binnen in Hoegaarden. Vervolgens stroomt ze door onder andere Tienen naar Budingen. De Kleine Gete komt Vlaanderen binnen te Ezemaal, voorts liggen aan haar oevers onder andere de dorpen Overhespen en Budingen en de stad Zoutleeuw. Te Budingen vormen beide rivieren samen de Gete die even boven Halen, in de provincie Limburg, in de Demer uitmondt. Ook de Velp, die ontstaat in het broek van Opvelp (bij Opvelp), mondt uit in de Demer nabij Zelk.
        - De Herk, die haar oorsprong vindt te Rukkelingen-Loon nabij de grens met Wallonië, ontleende haar naam aan Herk-de-Stad en aan Sint-Lambrechts-Herk. Daarnaast ligt ook onder andere Alken aan haar oevers. Aan de grens tussen Herk-de-Stad en Halen stroomt de Herk samen met de Gete in de Demer.

      - De Voer die in het Zoniënwoud nabij Tervuren ontspringt. Vervolgens stroomt deze via Bertem naar Egenhoven. Vanaf daar stroomt ze min of meer evenwijdig met de Dijle richting Leuven. Zeer dicht bij elkaar gelegen dringen ze Leuven-centrum binnen, alwaar er een zichtbare verbinding is met de loop van de Dijle nabij de Leuvense Ring.
      - De bron van de IJse bevindt zich in het Zoniënwoud en meer bepaald op de grens van Sint-Genesius-Rode en Hoeilaart. Vervolgens stroomt het riviertje langsheen onder andere Overijse. Ten noordoosten van de dorpskern van Neerijse vindt de uitmonding van het riviertje in de Dijle plaats. Een derde rivier die in de Dijle uitmondt is de Laan, die via onder andere Tombeek stroomt en uitmondt te Sint-Agatha-Rode.
      - De Zenne komt Vlaanderen binnen te Lembeek en stroomt vervolgens langs onder andere Halle, Ruisbroek, Brussel, Vilvoorde, Mechelen tot Heffen. De Zenne wordt gevoed door de Maalbeek te Grimbergen, de Tangebeek te Borgt, de Woluwe te Vilvoorde, de Geleytsbeek en de Linkebeek te Drogenbos en de Molenbeek te Lot. Ter hoogte van het Zennegat in Walem voegt ze zich bij de Dijle.

    - De Nete ontstaat in de gemeente Lier alwaar de samenvloeiing van de Grote en de Kleine Nete ligt. Ze stroomt vervolgens via onder andere Duffel (waar de Itterbeek en de Babelsebeek in haar uitmonden), Sint-Katelijne-Waver (Vrouwvliet) tot in Rumst. Haar belangrijkste zijrivieren zijn:
      - De Grote Nete ontspringt nabij Hechtel-Eksel in Limburg vervolgens stroomt ze richting Balen in de provincie Antwerpen. Ze vervolgt haar route langs onder andere Geel, Westerlo, Heist-op-den-Berg, Nijlen tot Lier. Haar belangrijkste zijrivieren zijn de Wimp, de Molse Nete en de Laak (Grote- & Kleine Laak).
      - De Kleine Nete ontstaat uit vele door regen gevoede beekjes in het gebied tussen Arendonk, Retie en Mol-Postel. Op haar weg passeert ze onder andere langs Geel, Olen, Herentals, Grobbendonk en Nijlen tot Lier. Ze bevat veel in Vlaanderen zeer zeldzame vissen. Haar belangrijkste zijrivieren zijn de Molenbeek, de Aa en de Wamp.

  - Verder monden ook nog de Potvliet, de Edegemsebeek (Hemiksem) en het Schijn (via het Lobroekdok) in de Schelde.
    - Het oorsprongsgebied van de Grote Schijn bevindt zich in een moerassig weiland halverwege de Trappistenabdij van Westmalle. Ze stroomt verder langs en door onder andere Zoersel, Schilde, Deurne en Borgerhout. Ter hoogte van Wommelgem mondt de Koude beek uit in de rivier. Vanuit Schoten en Wijnegem komt de Kleine Schijn ; vanuit Schilde de Kleinebeek en de Zwanebeek, en vanuit Wommelgem ook nog de Diepenbeek, de Rollebeek en de Dorpsloop. Vervolgens verlaat de Schelde Vlaanderen naar Nederland. Alvorens de grens over te steken verandert haar naam naar Zeeschelde.

### Het stroomgebied van de Maas
Het stroomgebied van de Maas beslaat ± 2000 km² van Vlaanderen. De belangrijkste waterlopen in dit stroomgebied zijn:
- De Maas komt Vlaanderen "binnen" nabij Kanne (bij Riemst). Ze vormt alhier de grens tussen Belgisch Limburg en Nederlands Limburg. Dit gedeelte van de Maas staat bekend als de Grensmaas en ligt tussen Eijsden-Maastricht en Smeermaas-Kessenich. De Maas meandert er veel en is omwille van de scheepvaart vervangen door het laterale kanaal Zuid-Willemsvaart. De Maas zet bij dat meanderen, maar ook tijdens overstromingen, veel grind af, die een grootschalige ontginning op gang heeft gebracht. De duidelijke sporen daarvan zijn de uitgestrekte Maasplassen. Voorbij Maaseik is de rivier weer bevaarbaar. Zo'n 5 km verder stroomt ze Nederlands gebied binnen.
  - De Jeker ontspringt op de grens van Limburg en Luik en slingert zich een baan langs de taalgrens. Ze komt het Vlaamse Gewest binnen in Lauw en stroomt vervolgens 16,5 km over Tongers grondgebied. Te Glaaien (Frans: Glons) steekt ze de taalgrens terug over naar Waalse bodem. Te Kanne wordt de Jeker weer Vlaams en stroomt ze door een sifon onder het Albertkanaal. Vervolgens verlaat ze de provincie naar Nederlands Limburg (om er te Maastricht uit te monden in de Maas).
  - De Voer ontspringt nabij de Commanderij van Sint-Pieters-Voeren. Zowel de Voerstreek, de gemeente Voeren als de daarin gelegen plaatsen 's-Gravenvoeren, Sint-Martens-Voeren en Sint-Pieters-Voeren hebben hun naam aan deze beek te danken. Net over de grens met Nederland te Laag-Caestert vloeit het riviertje in de Maas. Het riviertje heeft drie zijrivieren: de Veurs, de Noorbeek en de Beek. De Berwijn is eveneens een zijrivier van de Maas. Het riviertje stroomt slechts kortstondig over het Vlaamse grondgebied en dit eveneens te  Voeren.
  - Daarnaast is er in het stroomgebied van de Maas ook nog de rivier de Mark. De rivier ontspringt in het Turnhouts Vennengebied tussen Merksplas, Turnhout en Baarle. Vervolgens stroomt de rivier via Merksplas, Wortel en Hoogstraten richting Nederland (Breda). Alvorens de grens te passeren voegen zich onder meer de Kleine Mark, de Hollandse Loop en het Merkske zich bij de Mark.
  - Ten slotte is er ook nog de Dommel waarvan de bron zich bevindt op het Kempens Plateau nabij het gehucht Wauberg in de gemeente Peer. Het riviertje stroomt via Overpelt en Neerpelt richting Nederlandse grens.

### Het stroomgebied van de IJzer
Het stroomgebied van de IJzer beslaat 723 km² van Vlaanderen. De belangrijkste rivier is de IJzer. De Ieperlee is een historisch belangrijke bijrivier die oorspronkelijk rechtstreeks in zee mondde maar t.h.v. Ieper een kunstmatige verbinding met de IJzer kreeg om deze stad rechtstreeks met de zee te verbinden.

## Kanalen
Naast het reeds genoemde kanaal Leuven-Dijle (de Leuvense vaart) doorkruisen ook nog het Kanaal Charleroi-Brussel en het Zeekanaal Brussel-Schelde (die samen het ABC-Kanaal vormen) Vlaanderen. Verder zijn er onder andere ook nog het Schelde-Rijnkanaal, Albertkanaal, Zeekanaal Brussel-Schelde, de Leuvense Vaart, Kanaal Bocholt-Herentals, Kanaal Dessel-Turnhout-Schoten, Kanaal Dessel-Kwaadmechelen, de Herentalse Vaart en het Netekanaal.